# London Voices
London Voices is een vocaal ensemble gevestigd in Londen en is in 1973 opgericht door Teddy Edwards. In de eerste jaren na de oprichting zong het koor onder de naam London Opera Chorus en London Sinfonietta Voices and Chorus. Sinds 2004 is Ben Parry een van de dirigenten van het ensemble. Het koor zong in diverse concertzalen over de hele wereld. Ook heeft de London Voices meegewerkt aan honderden muziekalbums die variëren van klassieke muziek, opera, eigentijdse klassieke muziek tot filmmuziek op soundtrackalbums. Het koor had onder meer een samenwerking met artiesten als Luciano Pavarotti, Dave Brubeck, Paul McCartney en de band Queen. Ook hebben filmcomponisten als John Williams, Howard Shore, John Debney, Alexandre Desplat en James Newton Howard het koor al meerdere malen in hun filmmuziek laten zingen.

## Discografie

### Soundtrackalbums
- 1986: The Mission van Ennio Morricone
- 1989: The Cook, the Thief, His Wife and Her Lover van Michael Nyman
- 1991: An American Tail van James Horner
- 1994: Immortal Beloved van Ludwig van Beethoven & George Fenton
- 1995: Cutthroat Island van John Debney
- 1996: Judge Dredd van Alan Silvestri
- 1999: Star Wars: Episode I: The Phantom Menace van John Williams
- 1999: Dogma van Howard Shore
- 2001: Enemy at the Gates van James Horner
- 2001: To End All Wars van Moya Brennan
- 2001: Rat Race van John Powell
- 2001: The Lord of the Rings: The Fellowship of the Ring van Howard Shore
- 2001: Final Fantasy: The Spirits Within van Elliot Goldenthal
- 2001: Harry Potter and the Philosopher's Stone van John Williams
- 2001: From Hell van Trevor Jones
- 2002: Star Wars: Episode II: Attack of the Clones van John Williams
- 2002: The Lord of the Rings: The Two Towers van Howard Shore
- 2002: Harry Potter and the Chamber of Secrets van John Williams
- 2003: The Lord of the Rings: The Return of the King van Howard Shore
- 2004: The Passion of the Christ van John Debney
- 2004: Harry Potter and the Prisoner of Azkaban van John Williams
- 2005: Star Wars: Episode III: Revenge of the Sith van John Williams
- 2005: The Descent van David Julyan
- 2007: The Golden Compass van Alexandre Desplat
- 2008: Kung Fu Panda van Hans Zimmer & John Powell
- 2008: Inkheart van Javier Navarrete
- 2009: A Christmas Carol van Alan Silvestri
- 2010: Iron Man 2 van John Debney
- 2010: Harry Potter and the Deathly Hallows Part 1 van Alexandre Desplat
- 2011: Green Lantern van James Newton Howard
- 2011: Immortals van Trevor Morris
- 2011: Harry Potter and the Deathly Hallows Part 2 van Alexandre Desplat
- 2011: The Iron Lady van Thomas Newman
- 2012: The Pirates! Band of Misfits van Theodore Shapiro
- 2012: Snow White and the Huntsman van James Newton Howard
- 2012: Rise of the Guardians van Alexandre Desplat
- 2012: The Hunger Games van James Newton Howard
- 2012: The Hobbit: An Unexpected Journey van Howard Shore
- 2013: The Hunger Games: Catching Fire van James Newton Howard
- 2013: The Hobbit: The Desolation of Smaug van Howard Shore
- 2014: The Grand Budapest Hotel van Alexandre Desplat
- 2014: Maleficent van James Newton Howard
- 2014: Interstellar van Hans Zimmer
- 2014: Unbroken van Alexandre Desplat
- 2014: The Hunger Games: Mockingjay - Part 1 van James Newton Howard
- 2014: The Hobbit: The Battle of the Five Armies van Howard Shore
- 2014: Exodus: Gods and Kings van Alberto Iglesias
- 2015: Mortdecai van Mark Ronson & Geoff Zanelli
- 2015: Jupiter Ascending van Michael Giacchino
- 2015: Spectre van Thomas Newman
- 2015: The Hunger Games: Mockingjay - Part 2 van James Newton Howard
- 2016: The Huntsman: Winter's War van James Newton Howard
- 2016: Captain America: Civil War van Henry Jackman
- 2016: The Legend of Tarzan van Rupert Gregson-Williams
- 2016: Pete's Dragon van Daniel Hart
- 2016: Fantastic Beasts and Where to Find Them van James Newton Howard
- 2017: Beauty and the Beast van Alan Menken
- 2017: Kong: Skull Island van Henry Jackman
- 2017: The Boss Baby van Hans Zimmer en Steve Mazzaro
- 2017: Wonder Woman van Rupert Gregson-Williams
- 2017: Captain Underpants: The First Epic Movie van Theodore Shapiro
- 2017: Suburbicon van Alexandre Desplat
- 2017: Roman J. Israel, Esq. van James Newton Howard
- 2017: Thor: Ragnarok van Mark Mothersbaugh

### Overige albums
(selectie)
- 1975: Luisa Miller van Giuseppe Verdi
- 1976: O Holy Night van Luciano Pavarotti
- 1977: Works Volume 1 van Emerson, Lake & Palmer
- 1980: La traviata van Amilcare Ponchielli
- 1984: The Marriage of Figaro van Wolfgang Amadeus Mozart
- 1986: Beautiful Dreamer: The Great American Songbook van Marilyn Horne
- 1987: My Fair Lady van Frederick Loewe
- 1990: Christmas with Kiri van Kiri Te Kanawa
- 1992: On the Town van Leonard Bernstein
- 1992: Sinfonia van Luciano Berio
- 1993: Pavarotti & Friends van Luciano Pavarotti
- 1993: Peter Grimes van Benjamin Britten
- 1995: Le Domino Noir van Daniel Auber
- 1996: Sings Disney van Barbara Hendricks
- 1997: Storm van Vanessa-Mae
- 1998: The Beautiful Voice van Renée Fleming
- 1998: I Want Magic van Renée Fleming
- 1999: Classic Kennedy van Nigel Kennedy
- 2001: El Niño van John Adams
- 2001: Renée Fleming van Renée Fleming
- 2001: The Spirit of Christmas van Amy Grant
- 2002: Varekai van Cirque du Soleil
- 2002: Bel Canto van Roberto Alagna
- 2003: The Queen Symphony van Queen
- 2003: Classical Brubeck van Dave Brubeck
- 2005: Simple Gifts van Bryn Terfel
- 2006: A Song in my Heart van Bryn Terfel
- 2006: Ecce Cor Meum van Paul McCartney
- 2008: Scarborough Fair van Bryn Terfel
- 2015: King of Kings van Leaves' Eyes